# Баналітет
Баналітет (від banal – той, що належить сюзерену) — у середньовічній Західній Європі монопольне право феодалів, які володіли млинами, печами, виноградними пресами, вимагати від залежних селян, щоб вони обов’язково користувалися їх інвентарем. При цьому селяни змушені були платити за це продуктами чи грошима. За порушення баналітету сеньйор міг оштрафувати селянина чи забрати його продукти, наприклад спечений не в панській печі хліб чи витиснуте не його пресом вино. Баналітет був одним з найтяжчих та найненависніших людям феодальних привілеїв знаті.
Найширше розповсюджений був у Північній Франції де відомий з Х століття і де остаточно баналітет було скасовано лише під час Французької революції. Всупереч поширеному твердженню радянських істориків баналітет не був повсюдно поширений – це скоріш місцеве явище, а не загальноєвропейське.